# Michael Adelbulner
Michael Adelbulner (Nurenberg, 3 de fevereiro de 1702 — Altdorf (Baviera), 21 de junho de 1779) foi um matemático alemão.
É conhecido por ter iniciado com Anders Celsius em 1733 a revista científica (journal) de astronomia "Mitteilungsblatt zur Förderung der Astronomie / Commercium litterarium ad astronomiae incrementum", anunciando os principais fenômenos celestiais e analisando novas publicações na área. Este journal foi de grande repercussão em sua época, sendo publicados 34 números.
Em 1736 foi nomeado membro da Academia de Ciências da Prússia.
Em 1738 obteve o grau de M.D. ("Medicinae Doctor") com a tese "Theses medicae physiologico-pathologicae, Pulmonum fabricam, usum, uariaque, quibus affliguntur, incommoda generatim complectentes". Em 1742 foi selecionado como professor de matemática da Universidade de Altdorf. 